# قاب شیشه‌ای (آلبوم)
قاب شیشه‌ای نام آلبومی از سیاوش قمیشی است که در سال ۱۳۷۷ توسط شرکت آونگ موزیک منتشر شد.

## فهرست ترانه‌ها
| نام ترانه     | ترانه‌سرا       | آهنگساز     | تنظیم        |
| ------------- | -------------- | ----------- | ------------ |
| قاب شیشه‌ای    | ناهید میربهاء  | سیاوش قمیشی | استیو مک‌کرام |
| با من باش     | مهین آبادانی   | سیاوش قمیشی | استیو مک‌کرام |
| گل‌های پونه    | ناهید میربهاء  | سیاوش قمیشی | استیو مک‌کرام |
| گله           | فریدون علیخانی | سیاوش قمیشی | استیو مک‌کرام |
| دیوونه        | سیاوش قمیشی    | سیاوش قمیشی | استیو مک‌کرام |
| رسواترین عاشق | امیر فرخ تجلی  | سیاوش قمیشی | استیو مک‌کرام |